# Buddleja suaveolens
Buddleja suaveolens là một loài thực vật có hoa trong họ Huyền sâm. Loài này được Kunth & C.D.Bouché mô tả khoa học đầu tiên năm 1845.